# Powiat Olivone
Olivone (wł. Circolo di Olivone) – powiat w Szwajcarii, w kantonie Ticino, w okręgu Blenio. Siedziba administracyjna powiatu znajduje się w miejscowości Blenio. 
Powiat składa się z jednej gminy (comune) o powierzchni 202,00 km² i o liczbie mieszkańców 1745.

## Gminy
| Nazwa gminy | Liczba mieszkańców 31 grudnia 2021 | Powierzchnia km² |
| ----------- | ---------------------------------- | ---------------- |
| Blenio      | 1 752                              | 202,00           |

## Zmiany administracyjne
- 22 października 2006
  - utworzenie gminy Blenio z gmin Aquila, Campo (Blenio), Ghirone, Olivone i Torre